# Lasioglossum akroundicum
Lasioglossum akroundicum är en biart som först beskrevs av Blüthgen 1937.  Lasioglossum akroundicum ingår i släktet smalbin, och familjen vägbin. Inga underarter finns listade i Catalogue of Life.